# ستوک ویشنگوسکی
ستوک ویشنگوسکی (به لهستانی:  Stok Wiśniewski) یک منطقهٔ مسکونی در لهستان است که در گمینا ویشنگو واقع شده‌است. ستوک ویشنگوسکی ۱۴۱ نفر جمعیت دارد.